# 5583 Браунерова
5583 Браунерова (5583 Braunerová) — астероїд головного поясу, відкритий 5 березня 1989 року.
Тіссеранів параметр щодо Юпітера — 3,293.